# Aurelia Kojdrowa
Aurelia Kojdrowa z domu Winkel (ur. 21 czerwca 1906 w Lipcach Reymontowskich, zm. 8 lutego 1959 w Krakowie) – polska działaczka ruchu ludowego, przewodnicząca Zarządu Wojewódzkiego Chłopskiego Towarzystwa Przyjaciół Dzieci w Rzeszowie (1946–1948), kierowniczka Wydziału Kobiecego Wojewódzkiego Komitetu ZSL w Rzeszowie (1949–1950).

## Życiorys
Córka Ludwika Winkla i Pauliny z Barczów. Absolwentka skierniewickiego gimnazjum (1925) i żeńskiego kursu Wiejskiego Uniwersytetu Ludowego w Szycach (1928), organizatorka Koła Młodzieży Wiejskiej w Lipcach. W latach 1929–1930 członkini Zarządu Mazowieckiego Związku Młodzieży Wiejskiej RP „Wici”. Od 1933 prowadziła w Grzęsce i innych miejscowościach powiatu przeworskiego wraz z mężem Władysławem działalność polityczną, społeczną i gospodarczą i brała udział w kursach, manifestacjach, zebraniach i zjazdach. Podczas okupacji była przewodniczącą trójki Ludowego Związku Kobiet obwodu Przeworsk. Od stycznia 1946 do listopada 1949 zasiadała w Radzie Naczelnej PSL. W okresie 1946–1948 przewodnicząca Zarządu Wojewódzkiego Chłopskiego Towarzystwa Przyjaciół Dzieci w Rzeszowie, a w latach 1949–1950 kierowniczka Wydziału Kobiecego Wojewódzkiego Komitetu ZSL w Rzeszowie. Od 1950 do 1953 była instruktorką Towarzystwa Przyjaciół Dzieci w Łodzi, a w latach 1954–1955 wizytatorką Wychowania Pozaszkolnego Kuratorium Okręgu Szkolnego w Łodzi. Po powrocie do powiatu przeworskiego w 1955 była m.in. członkinią Zarządu Gminnej Spółdzielni „Samopomoc Chłopska” w Przeworsku (1956). W 1958 weszła w skład Rady Nadzorczej Centrali Spółdzielni Ogrodniczych w Warszawie. Była odznaczona Złotym Krzyżem Zasługi.